# Fatma (córka Selima I)
Fatma, Fatma Sultan (ur. 1500, zm. 1573) – córka Selima I i Ayşe Hafsy, żona wielkiego wezyra Kara Ahmeda Paszy.

## Życiorys
Została wydana za mąż za Kara Ahmeda Paszę, który był wielkim wezyrem Imperium Osmańskiego w latach 1553–1555. Zgodnie z niektórymi źródłami pierwszym mężem Fatmy był sandżakbej Antiochii Mustafa Pasza. W 1555 roku Kara Ahmed Pasza został stracony na rozkaz Sulejmana Wspaniałego. Jedną z wersji przyczyn egzekucji był spisek Rüstema Paszy i Roksolany. Rüstem Pasza oskarżył Kara Ahmeda Paszę o łapownictwo i uzyskał zgodę Sulejmana na jego egzekucję, by powrócić na stanowisko wielkiego wezyra. Znany jest fakt, że Fatma miała poważanie wśród janczarów. Pochowana została wraz z mężem w türbe, wybudowanym na zachód od meczetu Kara Ahmeda Paszy. Na cześć Fatmy w 1575 roku został zbudowany meczet zaprojektowany przez Sinana. Z biegiem czasu meczet uległ zniszczeniu, a przebudowano go w 1971 roku.

## W kinematografii
W serialu telewizyjnym Wspaniałe stulecie (Muhteşem Yüzyıl) rolę Fatmy gra turecka aktorka Meltem Cumbul.